# Ben Pringle
Benjamin Philip "Ben" Pringle, född 27 maj 1989, är en engelsk fotbollsspelare (mittfältare) som spelar för emiratiska Precision. 
Pringle har tidigare spelat för bland annat Rotherham United.

## Karriär
Den 10 augusti 2020 värvades Pringle av Morecambe, där han skrev på ett ettårskontrakt. Den 3 augusti 2021 värvades Pringle av National League-klubben Altrincham.
Inför säsongen 2023/2024 gick Pringle till Fleetwood United i emiratiska tredjedivisionen. Under säsongen hjälpte han klubben att vinna tredjedivisionen och bli uppflyttade till andradivisionen. I september 2024 gick Pringle till Precision i emiratiska tredjedivisionen.